# Cucina telugu

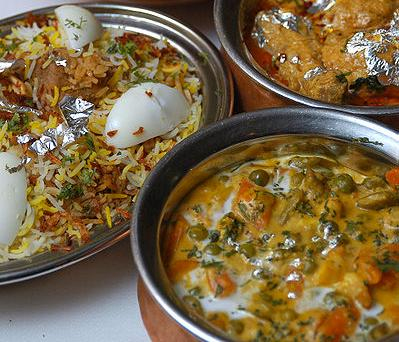
Hyderabadi biriyani accompagnati da un sughetto di carne

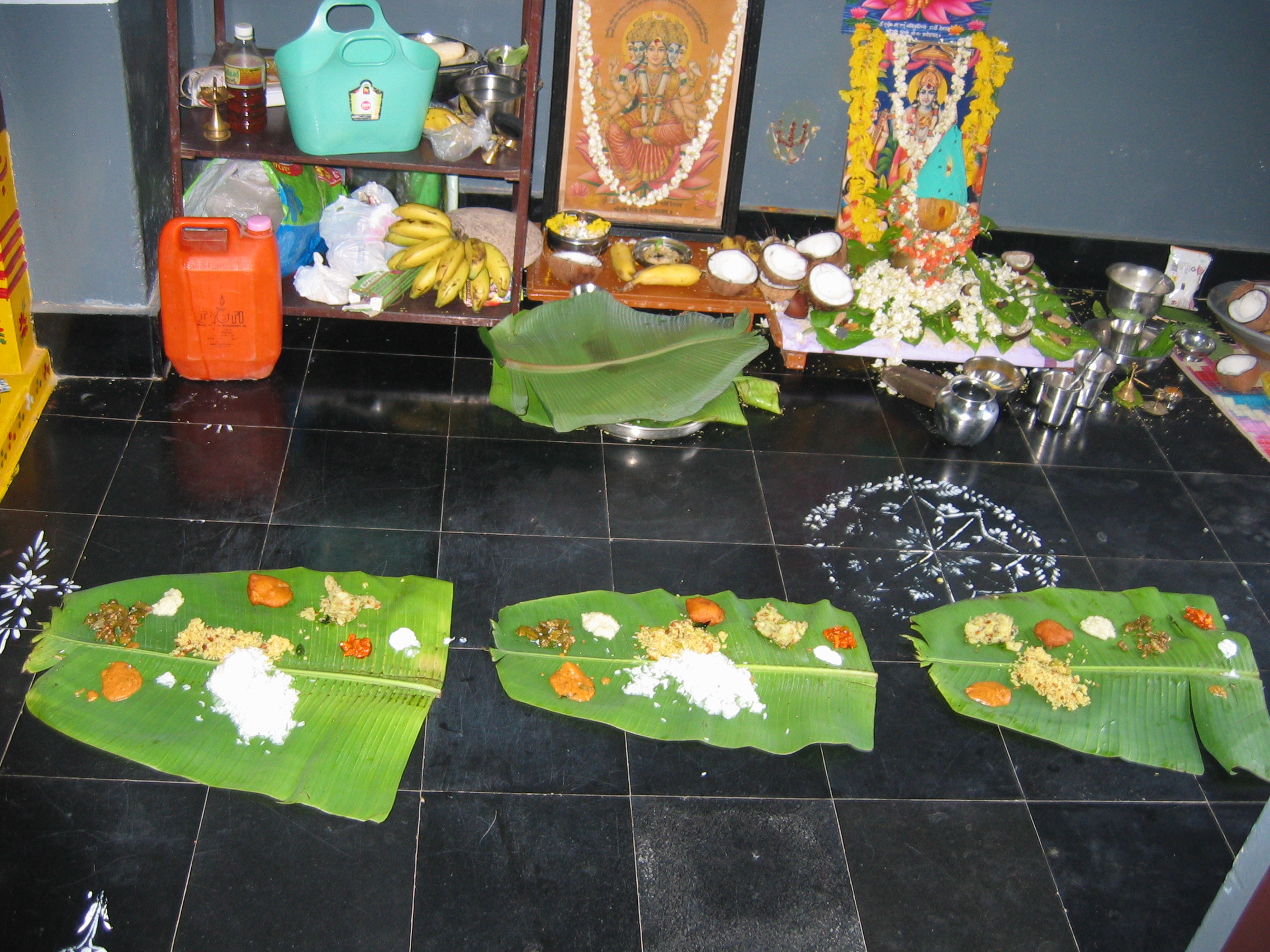
Pasto servito dopo la cerimonia del Pūjā

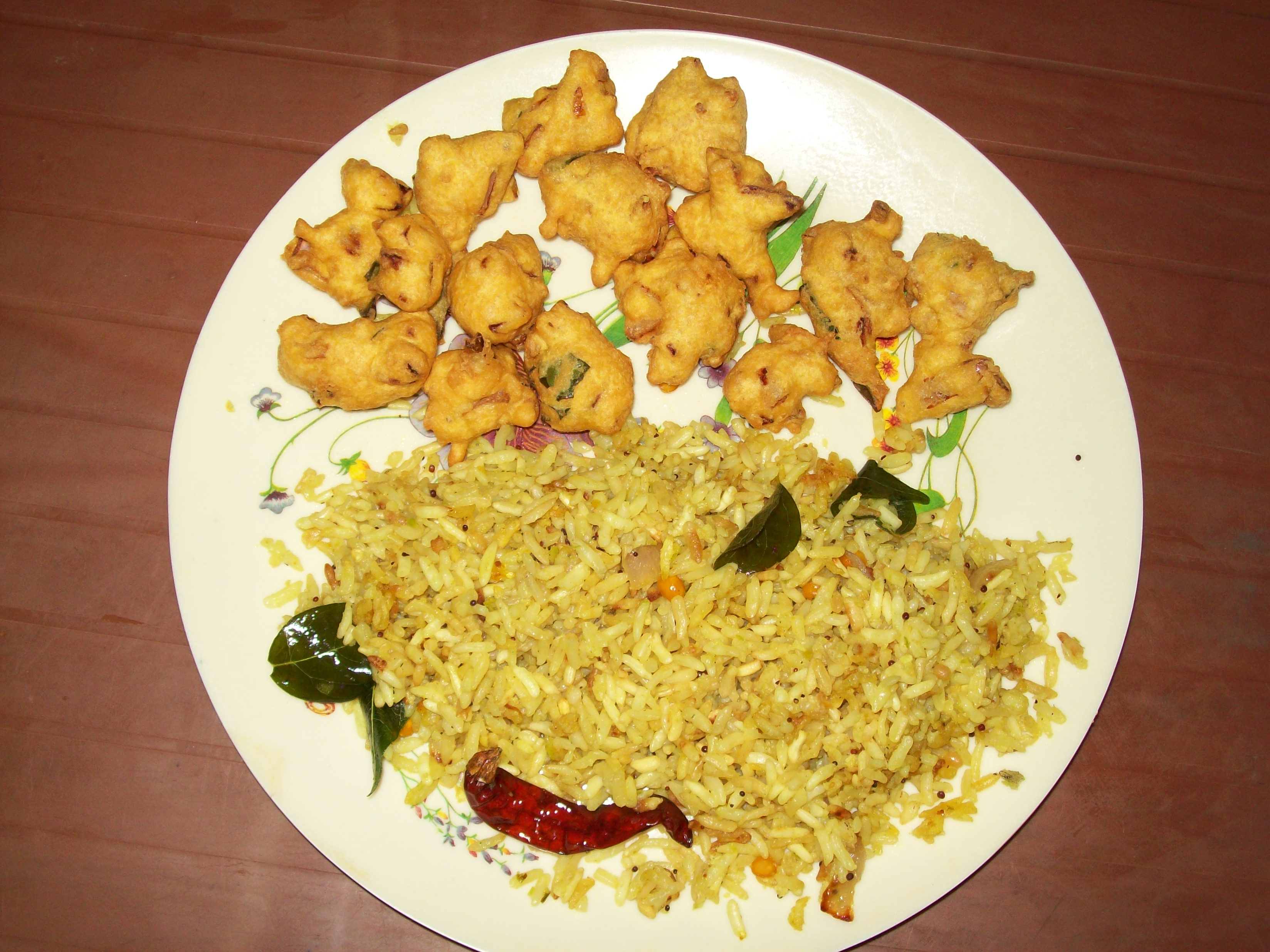
Uggani bajji, un spuntino della regione di Rayalaseema

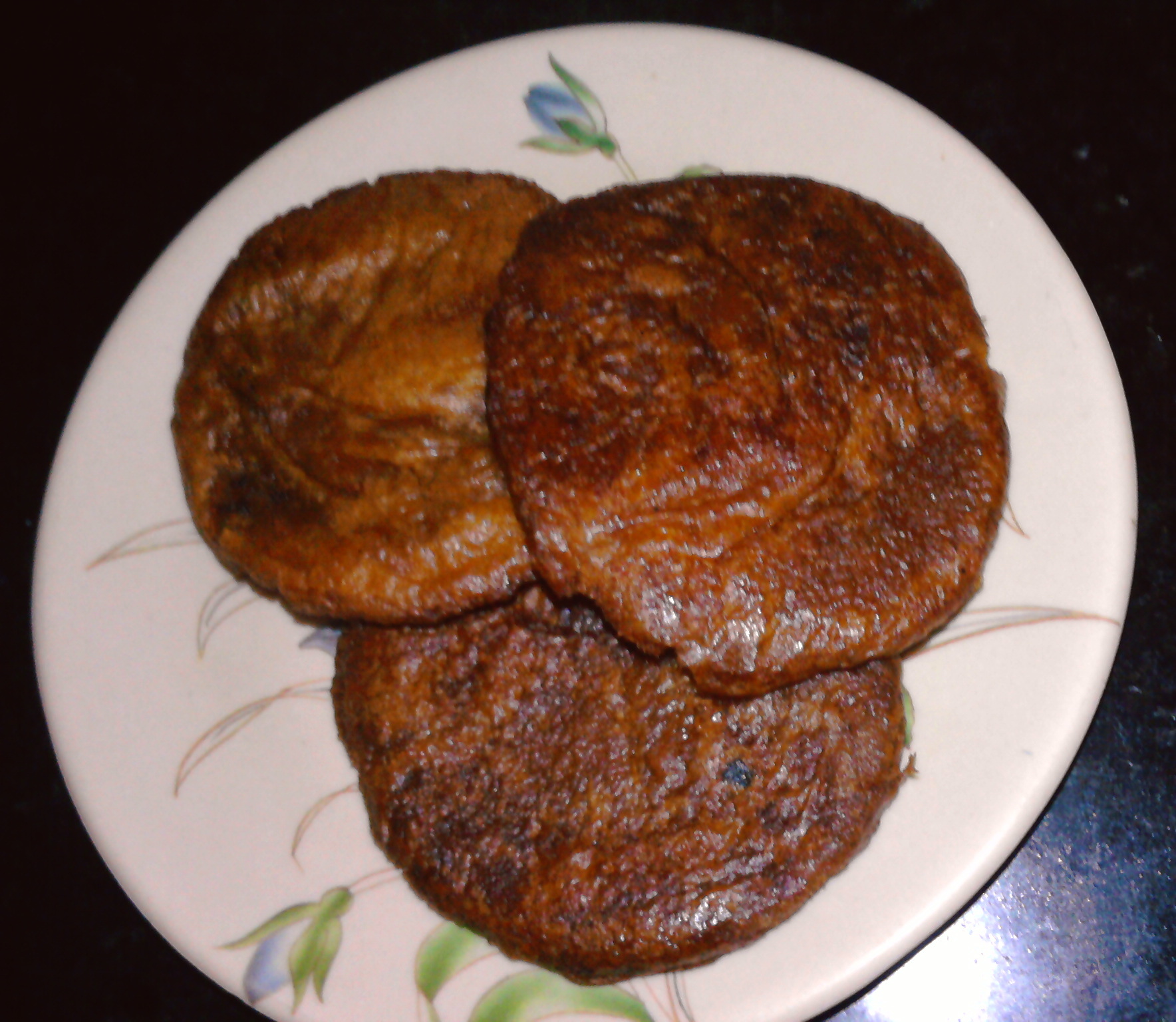
Ariselu, un dolce a base di zucchero grezzo di canna e riso mangiato in Uttarandhra

La cucina telugu è una cucina dell'India meridionale del popolo telugu dello stato dell'Andhra Pradesh e dei Telugu che vivono in Karnataka e Tamil Nadu ma con piccole differenze a causa delle influenze locali.
Molto conosciuta per i suoi piatti piccanti e speziati, la cucina è molto varia a causa della vasta diffusione di questo popolo in diverse aree geografiche.
Lo stato è il più grande produttore di peperoncino rosso e riso dell'India.
Nei loro menù si può trovare cibo a base di pesce, carne e verdure.
Il pomodoro e il tamarindo sono usati per fare il curry.
Sono molto importanti i sottaceti anch'essi speziati e piccanti.

## Varianti regionali

### Andhra costiero

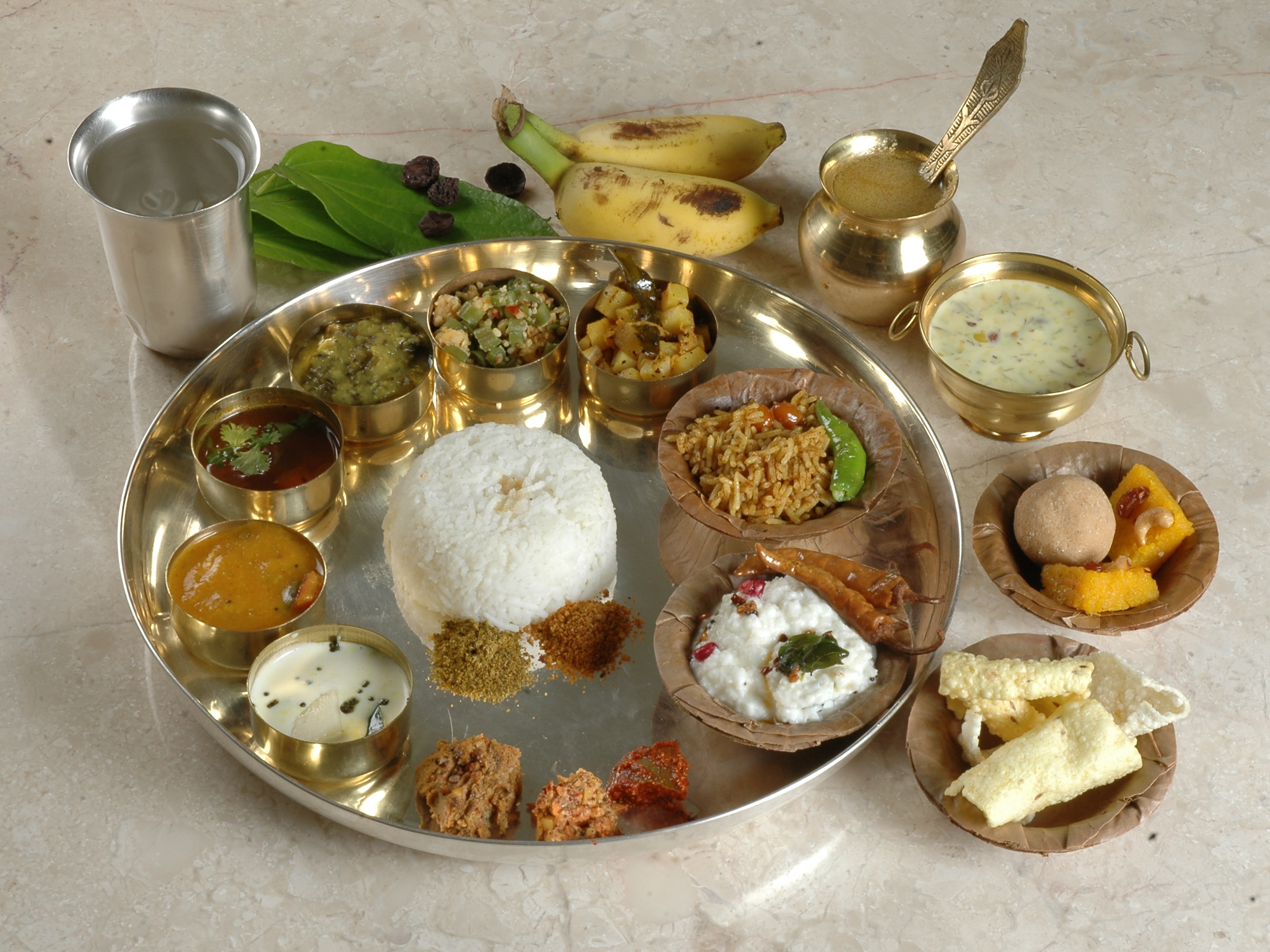
Un piatto Andhra servito per le occasioni importanti

La regione costiera di Andhra è dominata dai delta dei fiumi Godavari e Krishna e si affaccia sulla Baia del Bengala. Quindi, riso, dal, e pesce sono la dieta principale delle persone che vi vivono.
La regione una delle più grandi produttrici di riso e chili. La regione di Nellore nella parte meridionale ha una cucina che si differenzia particolarmente dalla regione di Uttarandhra. Ulava charu invece è famosa per le sue zuppe fatte con fagioli di Madras, Bommidala Pulusu è invece uno stufato di pesce tipico di tutto l'Andhra Pradesh.
La cucina di Andhra è la principale servita nei ristoranti di tutto l'Andhra Pradesh, in città come Bangalore, Chennai e Nuova Delhi.

### Uttarandhra
La regione di Uttarandhra corrisponde ai distretti nord-orientali del Srikakulam, Vizianagaram e Visakhapatnam al confine con l'Orissa. Mentre il distretto di Visakhapatnam ha il suo dialetto e cucina distinte che è più vicina al resto di Andhra, Vizianagaram e Srikakulam hanno una leggera differenza in sapori comparata al resto di Andhra.
La gente di questa regione preferisce mangiare i suoi piatti ritenuti più dolci di altre regioni dell'Andhra Pradesh. Vengono cucinate spesso le lenticchie in Jaggery (indicato come Bellam Pappu) accompagnato con burro e riso al vapore.
Le verdure sono spesso cucinate in salse di menthipettina kura (pasta di semi di fieno greco), avapettina kura (pasta di semi di senape) o nuvvugunda kura (pasta di sesamo). "Ullikaram" è un altro piatto popolare in cui verdure o semi di mais sono aromatizzati in pasta di scalogno o cipolla.
"Poori" e "Patoli" sono la colazione ed il piatto festivo preferito. Il patoli è imbevuto di ceci neri (Senagapappu o chana dal)macinato a pasta grossolana e condito con semi di coriandolo, cipolle e, a volte, con fagioli (Goruchikkudu kaya). Uppupindi è il riso Upma rotto grossolanamente e cotto al vapore con verdure e semi. Questo piatto viene consumato nei giorni festivi in cui le persone digiunano durante il giorno e lo consumano di notte. Attu che è anche chiamato Dosa è la colazione standard in Andhra Pradesh che viene servita con chutney di cocco o pomodoro. Idli è un'altra colazione molto comune.
Inguva Charu è uno stufato agrodolce fatto con tamarindo e hing. Si può avere con riso o Uppupindi. Bellam Pulusu è un altro spezzatino denso, molto saporito, fatto di farina di riso, jaggery (zucchero di canna), pannocchie di mais e scalogni interi.
I sottaceti variano dalle altre regioni dell'Andhra Pradesh. Avakaya è un sottaceto di mango che fa parte di un pasto standard della regione di Andhra. I pezzi di mango essiccati al sole con senape in polvere, polvere di peperoncino e sale imbevuti di olio di sesamo per prolungare la durata del sottaceto. Il risultato è una tonalità più scura e un gusto più dolce. Questo metodo è seguito per resistere all'umidità elevata dalla costa del Golfo del Bengala.
 Karapodi è un curry molto diffuso che viene servito con Idli, Dosa e Upma.